# Glody Dube
Glody Dube (né le 8 juillet 1978 à Matshelagabedi) est un athlète botswanais, spécialiste du 800 mètres. 

## Biographie
Septième du 800 mètres lors des Jeux africains de 1999, Glory Dube atteint cette même place lors des Jeux olympiques de 2000, à Sydney. L'année suivante, il termine cinquième des championnats du monde en salle 2001, à Lisbonne, et établit à cette occasion un nouveau record du Botswana en salle en 1 min 46 s 90.

### Palmarès
| Date | Compétition                    | Lieu         | Résultat | Épreuve | Performance   |
| ---- | ------------------------------ | ------------ | -------- | ------- | ------------- |
| 1997 | Championnats d'Afrique juniors | Ibadan       | 5e       | 800 m   | 1 min 50 s 16 |
| 1999 | Jeux africains                 | Johannesburg | 7e       | 800 m   | 1 min 47 s 64 |
| 2000 | Jeux olympiques                | Sydney       | 7e       | 800 m   | 1 min 46 s 24 |
| 2001 | Championnats du monde en salle | Lisbonne     | 5e       | 800 m   | 1 min 46 s 90 |
| 2002 | Jeux du Commonwealth           | Manchester   | 8e       | 800 m   | 2 min 17 s 40 |

### Records
| Épreuve | Performance   | Lieu        | Date           |
| ------- | ------------- | ----------- | -------------- |
| 800 m   | 1 min 44 s 59 | Saint-Denis | 6 juillet 2001 |